# Cyklon-2
Cyklon-2 (ros. Циклон-2) – ukraińska (dawniej radziecka) rakieta nośna będąca modyfikacją pocisku balistycznego R-36 przystosowaną do startów z naziemnych wyrzutni, należała do rodziny rakiet Cyklon. Rakieta wystartowała 106 razy, jeden start zakończył się niepowodzeniem. Wszystkie starty rakiety odbyły się z kompleksu nr 90 kazachskiego kosmodromu Bajkonur, pierwotnie przeznaczonego dla rakiet UR-200. Rakieta była uznawana za jedną z najbardziej niezawodnych rakiet nośnych na świecie (pod wieloma względami przewyższał amerykańską rakietę Delta II, jednak lepszą konstrukcją od rakiety Cyklon-2 był Atlas II).

## Starty
1. 6 sierpnia 1969, 05:40 GMT; miejsce startu: Bajkonur (LC90/19), Kazachstan
Ładunek: Kosmos 291; Uwagi: start udany
2. 1 listopada 1969; miejsce startu: Bajkonur (LC90/19), Kazachstan
Ładunek: nieznany; Uwagi: start udany - lot suborbitalny na wys. 200 km
3. 23 grudnia 1969, 09:25 GMT; miejsce startu: Bajkonur (LC90/19), Kazachstan
Ładunek: Kosmos 316; Uwagi: start udany
4. 3 października 1970, 10:26 GMT; miejsce startu: Bajkonur (LC90/19), Kazachstan
Ładunek: Kosmos 367; Uwagi: start udany
5. 20 października 1970, 05:38 GMT; miejsce startu: Bajkonur (LC90/19), Kazachstan
Ładunek: Kosmos 373; Uwagi: start udany
6. 23 października 1970, 04:42 GMT; miejsce startu: Bajkonur (LC90/19), Kazachstan
Ładunek: Kosmos 374; Uwagi: start udany
7. 30 października 1970, 02:36 GMT; miejsce startu: Bajkonur (LC90/19), Kazachstan
Ładunek: Kosmos 375; Uwagi: start udany
8. 25 lutego 1971, 11:11 GMT; miejsce startu: Bajkonur (LC90/19), Kazachstan
Ładunek: Kosmos 397; Uwagi: start udany
9. 1 kwietnia 1971, 11:29 GMT; miejsce startu: Bajkonur (LC90/19), Kazachstan
Ładunek: Kosmos 402; Uwagi: start udany
10. 4 kwietnia 1971, 14:27 GMT; miejsce startu: Bajkonur (LC90/19), Kazachstan
Ładunek: Kosmos 404; Uwagi: start udany
11. 3 grudnia 1971, 13:19 GMT; miejsce startu: Bajkonur (LC90/19), Kazachstan
Ładunek: Kosmos 462; Uwagi: start udany
12. 25 grudnia 1971, 11:30 GMT; miejsce startu: Bajkonur (LC90/19), Kazachstan
Ładunek: Kosmos 469; Uwagi: start udany
13. 21 sierpnia 1972, 10:36 GMT; miejsce startu: Bajkonur (LC90/19), Kazachstan
Ładunek: Kosmos 516; Uwagi: start udany
14. 25 kwietnia 1973; miejsce startu: Bajkonur (LC90/19), Kazachstan
Ładunek: RORSAT; Uwagi: start nieudany - awaria systemu napędowego satelity. Ładunek nie osiągnął orbity.
15. 27 grudnia 1973, 20:19 GMT; miejsce startu: Bajkonur (LC90/19), Kazachstan
Ładunek: Kosmos 626; Uwagi: start udany
16. 15 maja 1974, 07:30 GMT; miejsce startu: Bajkonur (LC90/19), Kazachstan
Ładunek: Kosmos 651; Uwagi: start udany
17. 17 maja 1974, 06:53 GMT; miejsce startu: Bajkonur (LC90/19), Kazachstan
Ładunek: Kosmos 654; Uwagi: start udany
18. 24 grudnia 1974, 11:00 GMT; miejsce startu: Bajkonur (LC90/19), Kazachstan
Ładunek: Kosmos 699; Uwagi: start udany
19. 2 kwietnia 1975, 11:00 GMT; miejsce startu: Bajkonur (LC90/19), Kazachstan
Ładunek: Kosmos 723; Uwagi: start udany
20. 7 kwietnia 1975, 11:00 GMT; miejsce startu: Bajkonur (LC90/19), Kazachstan
Ładunek: Kosmos 724; Uwagi: start udany
21. 29 października 1975, 11:00 GMT; miejsce startu: Bajkonur (LC90/19), Kazachstan
Ładunek: Kosmos 777; Uwagi: start udany
22. 12 grudnia 1975, 12:45 GMT; miejsce startu: Bajkonur (LC90/19), Kazachstan
Ładunek: Kosmos 785; Uwagi: start udany
23. 16 lutego 1976, 08:29 GMT; miejsce startu: Bajkonur (LC90/19), Kazachstan
Ładunek: Kosmos 804; Uwagi: start udany
24. 13 kwietnia 1976, 17:16 GMT; miejsce startu: Bajkonur (LC90/19), Kazachstan
Ładunek: Kosmos 814; Uwagi: start udany
25. 2 lipca 1976, 10:30 GMT; miejsce startu: Bajkonur (LC90/19), Kazachstan
Ładunek: Kosmos 838; Uwagi: start udany
26. 21 lipca 1976, 15:14 GMT; miejsce startu: Bajkonur (LC90/19), Kazachstan
Ładunek: Kosmos 843; Uwagi: start udany
27. 17 października 1976, 18:06 GMT; miejsce startu: Bajkonur (LC90/19), Kazachstan
Ładunek: Kosmos 860; Uwagi: start udany
28. 21 października 1976, 16:53 GMT; miejsce startu: Bajkonur (LC90/19), Kazachstan
Ładunek: Kosmos 861; Uwagi: start udany
29. 26 listopada 1976, 14:30 GMT; miejsce startu: Bajkonur (LC90/19), Kazachstan
Ładunek: Kosmos 868; Uwagi: start udany
30. 27 grudnia 1976, 12:05 GMT; miejsce startu: Bajkonur (LC90/19), Kazachstan
Ładunek: Kosmos 886; Uwagi: start udany
31. 23 maja 1977, 12:14 GMT; miejsce startu: Bajkonur (LC90/19), Kazachstan
Ładunek: Kosmos 910; Uwagi: start udany
32. 17 czerwca 1977, 07:23 GMT; miejsce startu: Bajkonur (LC90/19), Kazachstan
Ładunek: Kosmos 918; Uwagi: start udany
33. 24 sierpnia 1977, 07:07 GMT; miejsce startu: Bajkonur (LC90/19), Kazachstan
Ładunek: Kosmos 937; Uwagi: start udany
34. 16 września 1977, 14:25 GMT; miejsce startu: Bajkonur (LC90/19), Kazachstan
Ładunek: Kosmos 952; Uwagi: start udany
35. 18 września 1977, 13:48 GMT; miejsce startu: Bajkonur (LC90/19), Kazachstan
Ładunek: Kosmos 954; Uwagi: start udany
36. 26 października 1977, 05:14 GMT; miejsce startu: Bajkonur (LC90/19), Kazachstan
Ładunek: Kosmos 961; Uwagi: start udany
37. 21 grudnia 1977, 10:35 GMT; miejsce startu: Bajkonur (LC90/19), Kazachstan
Ładunek: Kosmos 970; Uwagi: start udany
38. 19 maja 1978, 00:21 GMT; miejsce startu: Bajkonur (LC90/19), Kazachstan
Ładunek: Kosmos 1009; Uwagi: start udany
39. 18 kwietnia 1979, 12:00 GMT; miejsce startu: Bajkonur (LC90/19), Kazachstan
Ładunek: Kosmos 1094; Uwagi: start udany
40. 25 kwietnia 1979, 10:00 GMT; miejsce startu: Bajkonur (LC90/19), Kazachstan
Ładunek: Kosmos 1096; Uwagi: start udany
41. 14 marca 1980, 10:40 GMT; miejsce startu: Bajkonur (LC90/19), Kazachstan
Ładunek: Kosmos 1167; Uwagi: start udany
42. 18 kwietnia 1980, 00:51 GMT; miejsce startu: Bajkonur (LC90/19), Kazachstan
Ładunek: Kosmos 1174; Uwagi: start udany
43. 29 kwietnia 1980, 11:40 GMT; miejsce startu: Bajkonur (LC90/19), Kazachstan
Ładunek: Kosmos 1176; Uwagi: start udany
44. 4 listopada 1980, 15:04 GMT; miejsce startu: Bajkonur (LC90/19), Kazachstan
Ładunek: Kosmos 1220; Uwagi: start udany
45. 2 lutego 1981, 02:19 GMT; miejsce startu: Bajkonur (LC90/19), Kazachstan
Ładunek: Kosmos 1243; Uwagi: start udany
46. 5 marca 1981, 18:09 GMT; miejsce startu: Bajkonur (LC90/19), Kazachstan
Ładunek: Kosmos 1249; Uwagi: start udany
47. 14 marca 1981, 16:55 GMT; miejsce startu: Bajkonur (LC90/19), Kazachstan
Ładunek: Kosmos 1258; Uwagi: start udany
48. 20 marca 1981, 23:45 GMT; miejsce startu: Bajkonur (LC90/19), Kazachstan
Ładunek: Kosmos 1260; Uwagi: start udany
49. 21 kwietnia 1981, 03:45 GMT; miejsce startu: Bajkonur (LC90/19), Kazachstan
Ładunek: Kosmos 1266; Uwagi: start udany
50. 4 sierpnia 1981, 08:28 GMT; miejsce startu: Bajkonur (LC90/19), Kazachstan
Ładunek: Kosmos 1286; Uwagi: start udany
51. 24 sierpnia 1981, 16:37 GMT; miejsce startu: Bajkonur (LC90/19), Kazachstan
Ładunek: Kosmos 1299; Uwagi: start udany
52. 14 września 1981, 20:31 GMT; miejsce startu: Bajkonur (LC90/19), Kazachstan
Ładunek: Kosmos 1306; Uwagi: start udany
53. 11 lutego 1982, 01:11 GMT; miejsce startu: Bajkonur (LC90/19), Kazachstan
Ładunek: Kosmos 1337; Uwagi: start udany
54. 29 kwietnia 1982, 09:55 GMT; miejsce startu: Bajkonur (LC90/19), Kazachstan
Ładunek: Kosmos 1355; Uwagi: start udany
55. 14 maja 1982, 19:39 GMT; miejsce startu: Bajkonur (LC90/19), Kazachstan
Ładunek: Kosmos 1365; Uwagi: start udany
56. 1 czerwca 1982, 13:58 GMT; miejsce startu: Bajkonur (LC90/19), Kazachstan
Ładunek: Kosmos 1372; Uwagi: start udany
57. 18 czerwca 1982, 11:04 GMT; miejsce startu: Bajkonur (LC90/19), Kazachstan
Ładunek: Kosmos 1379; Uwagi: start udany
58. 30 sierpnia 1982, 10:06 GMT; miejsce startu: Bajkonur (LC90/19), Kazachstan
Ładunek: Kosmos 1402; Uwagi: start udany
59. 4 września 1982, 17:50 GMT; miejsce startu: Bajkonur (LC90/19), Kazachstan
Ładunek: Kosmos 1405; Uwagi: start udany
60. 2 października 1982, 00:01 GMT; miejsce startu: Bajkonur (LC90/19), Kazachstan
Ładunek: Kosmos 1412; Uwagi: start udany
61. 7 maja 1983, 10:30 GMT; miejsce startu: Bajkonur (LC90/19), Kazachstan
Ładunek: Kosmos 1461; Uwagi: start udany
62. 29 października 1983, 08:30 GMT; miejsce startu: Bajkonur (LC90/19), Kazachstan
Ładunek: Kosmos 1507; Uwagi: start udany
63. 30 maja 1984, 18:46 GMT; miejsce startu: Bajkonur (LC90/19), Kazachstan
Ładunek: Kosmos 1567; Uwagi: start udany
64. 29 czerwca 1984, 00:21 GMT; miejsce startu: Bajkonur (LC90/19), Kazachstan
Ładunek: Kosmos 1579; Uwagi: start udany
65. 7 sierpnia 1984, 22:50 GMT; miejsce startu: Bajkonur (LC90/19), Kazachstan
Ładunek: Kosmos 1588; Uwagi: start udany
66. 31 października 1984, 12:29 GMT; miejsce startu: Bajkonur (LC90/19), Kazachstan
Ładunek: Kosmos 1607; Uwagi: start udany
67. 23 stycznia 1985, 19:58 GMT; miejsce startu: Bajkonur (LC90/19), Kazachstan
Ładunek: Kosmos 1625; Uwagi: start udany
68. 18 kwietnia 1985, 21:40 GMT; miejsce startu: Bajkonur (LC90/19), Kazachstan
Ładunek: Kosmos 1646; Uwagi: start udany
69. 1 sierpnia 1985, 05:36 GMT; miejsce startu: Bajkonur (LC90/19), Kazachstan
Ładunek: Kosmos 1670; Uwagi: start udany
70. 23 sierpnia 1985, 22:33 GMT; miejsce startu: Bajkonur (LC90/19), Kazachstan
Ładunek: Kosmos 1677; Uwagi: start udany
71. 19 września 1985, 01:32 GMT; miejsce startu: Bajkonur (LC90/19), Kazachstan
Ładunek: Kosmos 1682; Uwagi: start udany
72. 27 lutego 1986, 01:44 GMT; miejsce startu: Bajkonur (LC90/19), Kazachstan
Ładunek: Kosmos 1735; Uwagi: start udany
73. 21 marca 1986, 10:05 GMT; miejsce startu: Bajkonur (LC90/19), Kazachstan
Ładunek: Kosmos 1736; Uwagi: start udany
74. 25 marca 1986, 19:26 GMT; miejsce startu: Bajkonur (LC90/19), Kazachstan
Ładunek: Kosmos 1737; Uwagi: start udany
75. 4 sierpnia 1986, 05:08 GMT; miejsce startu: Bajkonur (LC90/19), Kazachstan
Ładunek: Kosmos 1769; Uwagi: start udany
76. 20 sierpnia 1986, 12:58 GMT; miejsce startu: Bajkonur (LC90/19), Kazachstan
Ładunek: Kosmos 1771; Uwagi: start udany
77. 1 lutego 1987, 20:30 GMT; miejsce startu: Bajkonur (LC90/19), Kazachstan
Ładunek: Kosmos 1818; Uwagi: start udany
78. 8 kwietnia 1987, 03:51 GMT; miejsce startu: Bajkonur (LC90/19), Kazachstan
Ładunek: Kosmos 1834; Uwagi: start udany
79. 18 czerwca 1987, 21:33 GMT; miejsce startu: Bajkonur (LC90/19), Kazachstan
Ładunek: Kosmos 1860; Uwagi: start udany
80. 10 lipca 1987, 15:35 GMT; miejsce startu: Bajkonur (LC90/19), Kazachstan
Ładunek: Kosmos 1867; Uwagi: start udany
81. 10 października 1987, 21:48 GMT; miejsce startu: Bajkonur (LC90/19), Kazachstan
Ładunek: Kosmos 1890; Uwagi: start udany
82. 12 grudnia 1987, 05:40 GMT; miejsce startu: Bajkonur (LC90/19), Kazachstan
Ładunek: Kosmos 1900; Uwagi: start udany
83. 14 marca 1988, 14:21 GMT; miejsce startu: Bajkonur (LC90/19), Kazachstan
Ładunek: Kosmos 1932; Uwagi: start udany
84. 28 maja 1988, 02:49 GMT; miejsce startu: Bajkonur (LC90/19), Kazachstan
Ładunek: Kosmos 1949; Uwagi: start udany
85. 18 listopada 1988, 00:12 GMT; miejsce startu: Bajkonur (LC90/19), Kazachstan
Ładunek: Kosmos 1979; Uwagi: start udany
86. 24 lipca 1989, 00:00 GMT; miejsce startu: Bajkonur (LC90/19), Kazachstan
Ładunek: Kosmos 2033; Uwagi: start udany
87. 27 września 1989, 16:20 GMT; miejsce startu: Bajkonur (LC90/19), Kazachstan
Ładunek: Kosmos 2046; Uwagi: start udany
88. 24 listopada 1989, 23:22 GMT; miejsce startu: Bajkonur (LC90/19), Kazachstan
Ładunek: Kosmos 2051; Uwagi: start udany
89. 14 marca 1990, 15:27 GMT; miejsce startu: Bajkonur (LC90/19), Kazachstan
Ładunek: Kosmos 2060; Uwagi: start udany
90. 23 sierpnia 1990, 16:17 GMT; miejsce startu: Bajkonur (LC90/19), Kazachstan
Ładunek: Kosmos 2096; Uwagi: start udany
91. 14 listopada 1990, 06:33 GMT; miejsce startu: Bajkonur (LC90/19), Kazachstan
Ładunek: Kosmos 2103; Uwagi: start udany
92. 4 grudnia 1990, 00:48 GMT; miejsce startu: Bajkonur (LC90/19), Kazachstan
Ładunek: Kosmos 2107; Uwagi: start udany
93. 18 stycznia 1991, 11:34 GMT; miejsce startu: Bajkonur (LC90/19), Kazachstan
Ładunek: Kosmos 2122; Uwagi: start udany
94. 30 marca 1993, 12:00 GMT; miejsce startu: Bajkonur (LC90/19), Kazachstan
Ładunek: Kosmos 2238; Uwagi: start udany
95. 28 kwietnia 1993, 03:39 GMT; miejsce startu: Bajkonur (LC90/19), Kazachstan
Ładunek: Kosmos 2244; Uwagi: start udany
96. 7 lipca 1993, 07:15 GMT; miejsce startu: Bajkonur (LC90/19), Kazachstan
Ładunek: Kosmos 2258; Uwagi: start udany
97. 17 września 1993, 00:43 GMT; miejsce startu: Bajkonur (LC90/19), Kazachstan
Ładunek: Kosmos 2264; Uwagi: start udany
98. 2 listopada 1994, 01:04 GMT; miejsce startu: Bajkonur (LC90/19), Kazachstan
Ładunek: Kosmos 2293; Uwagi: start udany
99. 8 czerwca 1995, 04:43 GMT; miejsce startu: Bajkonur (LC90/19), Kazachstan
Ładunek: Kosmos 2313; Uwagi: start udany
100. 20 grudnia 1995, 00:52 GMT; miejsce startu: Bajkonur (LC90/19), Kazachstan
Ładunek: Kosmos 2326; Uwagi: start udany
101. 11 grudnia 1996, 12:00 GMT; miejsce startu: Bajkonur (LC90/19), Kazachstan
Ładunek: Kosmos 2335; Uwagi: start udany
102. 9 grudnia 1997, 07:17 GMT; miejsce startu: Bajkonur (LC90/19), Kazachstan
Ładunek: Kosmos 2347; Uwagi: start udany
103. 26 grudnia 1999, 08:00 GMT; miejsce startu: Bajkonur (LC90/19), Kazachstan
Ładunek: Kosmos 2367; Uwagi: start udany
104. 21 grudnia 2001, 04:00 GMT; miejsce startu: Bajkonur (LC90/19), Kazachstan
Ładunek: Kosmos 2383; Uwagi: start udany
105. 28 maja 2004, 06:00 GMT; miejsce startu: Bajkonur (LC90/19), Kazachstan
Ładunek: Kosmos 2405; Uwagi: start udany
106. 24 czerwca 2006, 04:00 GMT; miejsce startu: Bajkonur (LC90/19), Kazachstan
Ładunek: Kosmos 2421; Uwagi: start udany